# Ierapoli

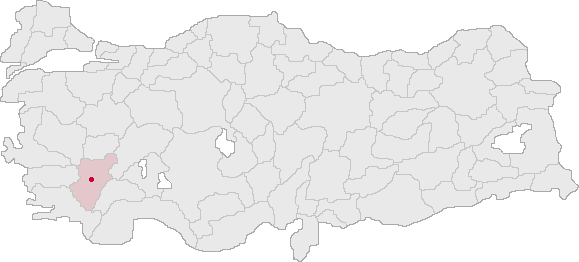
La provincia turca di Denizli

Ierapoli (anche  Gerapoli o, seguendo il nome greco antico, Hierapolis) è una città ellenistico-romana della Frigia. Dominava la valle del fiume Lico sulla strada che collegava l'Anatolia al mar Mediterraneo. Le rovine si trovano nell'odierna località di Pamukkale ("castello di cotone"), situata nella provincia di Denizli, in Turchia, e famosa per le sue sorgenti calde, che formano concrezioni calcaree. Ierapoli di Frigia non è da confondersi con Ierapoli Bambice, in Siria, o con Ierapoli Castabala, in Cilicia.
Ierapoli di Frigia è uno dei siti archeologici e naturalistici più frequentati del Mediterraneo, con circa 1,5 milioni di visitatori all'anno.  Le maggiori attrazioni turistiche sono rappresentate dalle concrezioni calcaree, dalle calde acque termali che sgorgano in mezzo alle rovine, e il patrimonio architettonico della città antica: un teatro romano molto ben conservato, una vasta necropoli e il martyrion dell'apostolo Filippo, il cui complesso occupa per intero la collina che sovrasta la città.
Nel sito archeologico opera dal 1957 la "Missione Archeologica Italiana di Hierapolis di Frigia" (MAIER).

## Storia
Importante città ellenistico-romana della Frigia, Ierapoli dominava la valle del fiume Lykos, lungo un percorso che univa l'Anatolia interna al Mediterraneo.
Le recenti attività di scavo hanno permesso di riconoscere l'impianto urbano di Ierapoli, riferibile probabilmente all'età ellenistica, con un asse principale nord-sud, la grande plateia (strada principale), lungo la quale si sviluppa un reticolo stradale ortogonale che divide la città in isolati regolari, piuttosto allungati. All´interno di questo impianto si disponevano gli edifici pubblici e le case. Nella parte nord della città, lungo la strada che portava verso Tripoli, cominciarono a formarsi, tra il II e il I secolo a.C., i primi nuclei della necropoli, che si svilupperà in età imperiale, con tombe a fossa ed edifici funerari.
L'assetto monumentale della città meglio riconoscibile è quello che si creò dopo il rovinoso terremoto del 60 d.C., tra la fine del I ed il III secolo. È a questo periodo, infatti, che si può far risalire la costruzione o la trasformazione di molti monumenti quali l'agorà commerciale, la porta di Frontino, due grandi ninfei pubblici, i due teatri e gli edifici di culto: il Ploutonion e il Santuario di Apollo.
La crescita della città subì un brusco arresto nel corso del IV secolo a causa di un violento terremoto che distrusse estese aree come quella dell'agorà commerciale.
Con la costruzione delle mura di fortificazione bizantine, alla fine del IV secolo, la parte nord della città, compresa l'agorà commerciale, fu esclusa dal perimetro urbano ed utilizzata come cava di materiale da costruzione da utilizzare nel reimpiego. Ierapoli diviene in questa fase un importante centro della cristianità e lungo l'asse viario principale furono costruite una chiesa extraurbana (Terme-chiesa), la cattedrale con il battistero, la basilica a pilastri e, sulla collina orientale, il martyrion di San Filippo apostolo.
Alla fine del VI secolo, un altro terremoto provocò il crollo della maggior parte degli edifici ierapolitani, comprese le mura bizantine. Nel periodo successivo la città si trasformò progressivamente in una agro-town. 
Successivamente nel XIII secolo la città passo in mano ai turchi Selgiuchidi, che costruirono un castello sul lato occidentale della città ormai in rovina.

## Scoperte dalla seconda metà del XX secolo
Dal 1957, ad opera del Prof. Paolo Verzone, del Politecnico di Torino, sono stati ingaggiati scavi archeologici su tutta la vasta area dove erano già visibili emergenze. Nei primi trent'anni di scavi furono individuati tutti i più importanti punti nevralgici dell'antica città: il perimetro delle mura e la monumentale Porta di Frontino; le terme; il teatro; il tempio di Apollo con l'accesso al Plutonion, ovvero una grotta, da cui escono velenosissimi vapori sulfurei, che gli antichi consideravano l'ingresso degli Inferi, dimora del dio Plutone; le terme; l'area dell'agorà; alcune chiese fra le quali il martyrion di San Filippo. Con la scomparsa del Prof. Paolo Verzone, la missione archeologica è stata guidata fino alle soglie del nuovo millennio dalla Prof.ssa Daria Ferrero De Bernardi, sempre del Politecnico di Torino, sotto la cui direzione hanno visto il restauro tutti i monumenti già individuati, compresa l'estesissima necropoli, in cui operò la Prof.ssa Donatelle Ronchetta, del medesimo ateneo.
Gli scavi del sito di Ierapoli successivi al 2010 hanno portato ad alcune importanti scoperte, riportate anche dai mass media.

### La tomba dell'apostolo Filippo
Un sigillo in bronzo del VI secolo conservato al Virginia Museum of Fine Arts di Richmond (USA) rappresenta l'apostolo Filippo e il suo Martyrion, ma anche una chiesa totalmente sconosciuta sino al 2011 e delle scalinate che salgono la collina. Gli scavi hanno successivamente condotto alla scoperta di scalinate processionali nei pressi del Martyrion, una chiesa scomparsa nel V secolo e al centro della chiesa una tomba a sacello di epoca romana. Nei pressi fontane, vasche termali e alloggi per i pellegrini.